# Purpurröd Cousinot (äpple)

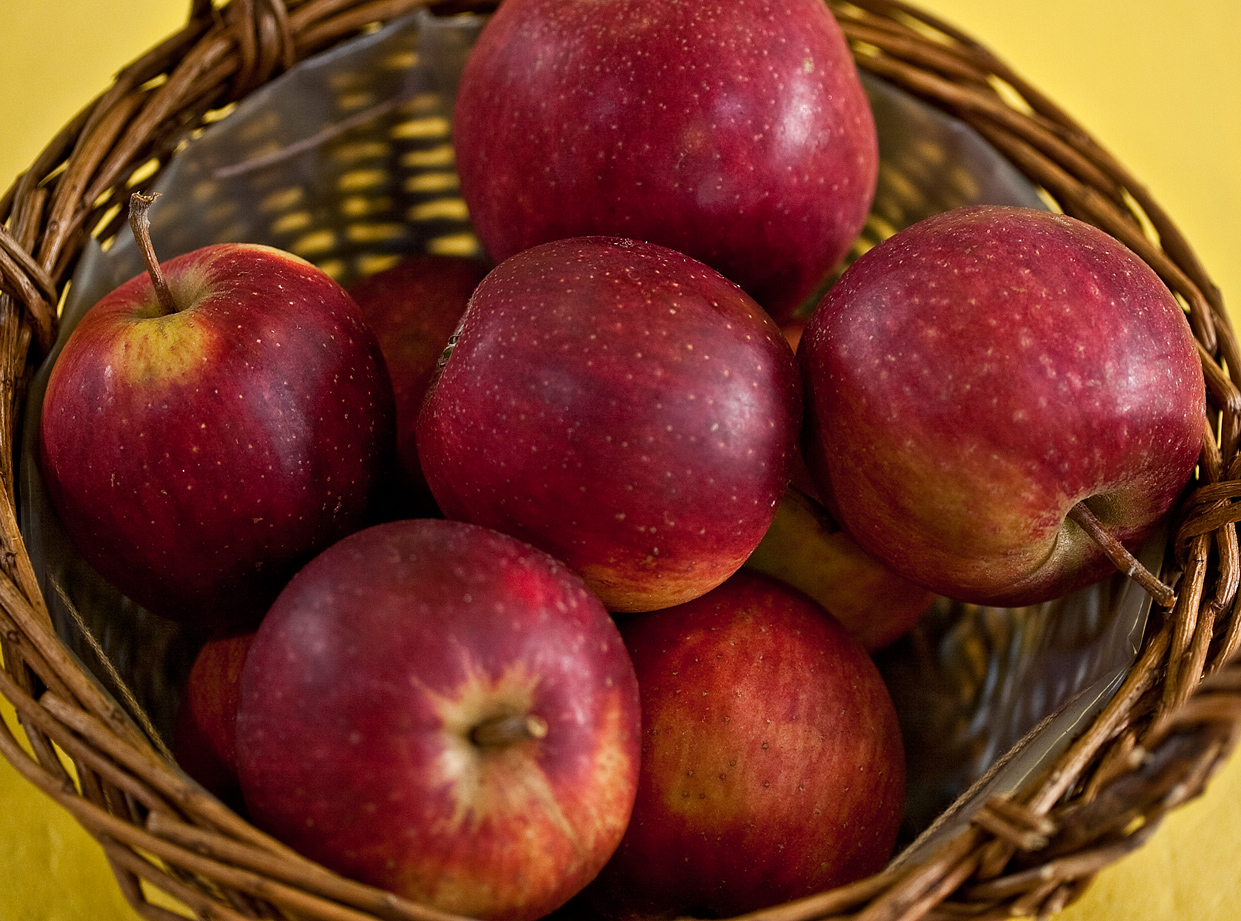
En korg med purpurröd Cousinot-äpplen.

Purpurröd Cousinot, även kallad Purpurröd Vintercousinot är ett medelstort äggrunt äpple. Äpplet härstammar troligtvis från Tyskland och beskrevs för första gången i mitten av 1700-talet.
Äpplet har en gulgrön grundfärg med röd täckfärg över nästan hela frukten. Det har en djup och trång skafthåla med rost och har ett slutet kärnhus med långa kärnor, som har tydlig spets. Äpplet har ett gulvitt fruktkött och har sötsyrlig smak.
Äpplet odlas i växtzon 1-3 i Sverige. Plockas i oktober. Ätmogen i december–februari.
Äpplet är lämpligt för tillverkning av äppelvin.
Äpplet är lågallergent.